# Bologhine
Bologhine (em árabe: بولوغين) (anteriormente Saint-Eugène, durante a colonização francesa) é uma comuna localizada na província de Argel, no norte da Argélia. Sua população era de 43 835 habitantes, em 2008.